# Ерм (мученик)
Ерм (лат. Hermes; Греція — 120, Рим) — християнський мученик, шанується як святий римо-католицькою церквою та східною православною церквою. Його ім'я зустрічається в «Мартиролозі Єроніма» («Martyrologium Hieronymianum»), а також у списку святих в «Depositio Martyrum» (354).
У 600 році над його могилою Папою Пелагієм І була побудована розкішна базиліка. Згодом реставрована Папою Адріаном І. Підземна печера, що знаходиться на Соляній дорозі, носить ім'я Святого Ерма.
У римському обряді, престольне свято Св. Ерма відзначається 28 серпня. Відповідно до цієї дати, його ім'я зустрічається у Римському мартиролозі, офіційному, але вочевидь, неповному списку святих, яких було визнано Римсько-Католицькою Церквою.
Запис має такий вигляд: «На кладовищі, що знаходиться на Старій Соляній дорозі, Святий Ерм, мученик, якого, як повідомляє Святий Дамасій І, Греція відправила у вигнання, а Рим прийняв як свого громадянина, коли він помер за святе ім'я».
Про реальне існування Св. Ерма свідчить початок його культу. Проте його «Акти», включені до «Законів» Папи Олександра I, вважаються легендарними.
Хоча він визнаний святим римо-католицької церкви, святкування його престольного свята вилучено в 1969 році з римо-католицького календаря, через відсутність інформації про нього.